# Villers-Stoncourt
Villers-Stoncourt település Franciaországban, Moselle megyében. Lakosainak száma 222 fő (2022. január 1.). Villers-Stoncourt Ancerville, Bazoncourt, Chanville, Guinglange, Hémilly és Servigny-lès-Raville községekkel határos.

## Népesség
A település népessége az elmúlt években az alábbi módon változott:
| Lakosok száma | 249  | 242  | 235  | 222  | 219  | 218  | 216  | 219  | 222  |
|               | 2013 | 2015 | 2016 | 2017 | 2018 | 2019 | 2020 | 2021 | 2022 |